# Sjösjö
Sjösjö är en sjö i Hudiksvalls kommun i Hälsingland och ingår i Delångersåns huvudavrinningsområde. Sjön är 17 meter djup, har en yta på 0,318 kvadratkilometer och befinner sig 77 meter över havet.

## Delavrinningsområde
Sjösjö ingår i det delavrinningsområde (684459-155659) som SMHI kallar för Utloppet av Sjösjö. Medelhöjden är 144 meter över havet och ytan är 2,44 kvadratkilometer. Det finns inga avrinningsområden uppströms utan avrinningsområdet är högsta punkten. Vattendraget som avvattnar avrinningsområdet har biflödesordning 3, vilket innebär att vattnet flödar genom totalt 3 vattendrag innan det når havet efter 27 kilometer. Avrinningsområdet består mestadels av skog (83 procent). Avrinningsområdet har 0,32 kvadratkilometer vattenytor vilket ger det en sjöprocent på 13 procent.